# Netto uyoku
Netto uyoku (do japonês ネットうよく "direita da rede") é uma gíria japonesa para designar grupos ou usuários da internet anônimos que publicam comentários ultranacionalistas e xenófobos - especialmente contra chineses e coreanos étnicos - em websites e fóruns da internet.

## Origem
O professor da Universidade de Nihon Mitsuru Fukuda disse que explosões anti-chineses e retóricas anti-coreanas tornaram-se pronunciadas após setembro de 2002, quando a Coreia do Norte admitiu oficialmente ao então primeiro-ministro Junichiro Koizumi que seus agentes haviam sequestrado cidadãos japoneses no passado.
O fórum "2channel" ("nichanneru"), que permite mensagens anônimas, é um site com vários netto uyoku.